# (37564) 1988 TR3
1988 TR3 (asteroide 37564) é um asteroide da cintura principal. Possui uma excentricidade de 0.19271540 e uma inclinação de 13.61012º.
Este asteroide foi descoberto no dia 13 de outubro de 1988 por Seiji Ueda e Hiroshi Kaneda em Kushiro.